# 중앙아메리카 의회

중앙아메리카 의회(Central American Parliament, 스페인어: Parlamento Centroamericano, PARLACEN)는 중미 통합 체제(SICA)의 정치 기관이자 의회 기관이다. 본부는 과테말라 (도시)에 있다.

## 역사
PARLACEN의 기원은 엘살바도르, 과테말라, 니카라과의 내전 해결을 돕기 위해 노력한 1980년대 프로젝트인 콘타도라 그룹(Contadora Group)으로 거슬러 올라간다. 콘타도라 그룹은 1986년에 해체되었지만 더 큰 중미 통합에 대한 아이디어는 남아 있었고 무엇보다도 중미 의회를 창설한 에스퀴풀라스 II 협정이 탄생했다. 중앙아메리카 의회와 기타 정치 기관을 설립하는 조약은 1987년에 체결되었다. 첫 번째 공식 회의는 1991년 10월 28일 과테말라 시티에서 열렸다.

## 의회 구성국
PARLACEN을 구성하는 국가는 아래와 같다:
- 과테말라
- 엘살바도르
- 온두라스
- 니카라과
- 도미니카 공화국
- 파나마

1998년부터 2010년 사이에 도미니카공화국은 22명의 임명위원을 파견했다. 2010년부터 보통선거로 직접 선출된 대의원을 포함해 중앙아메리카 의회의 정회원이 되었다.

## 같이 보기
- 라틴아메리카 의회